# 上野 (上尾市)
上野（うえの）は、埼玉県上尾市の大字。郵便番号は362-0058。
市の統計などでは平方地区で分類されている。

## 地理
埼玉県の中央地域（県央地域）で、上尾市南西部の大宮台地上に位置する南北に長く農地的土地利用の比重が高い地区である。東側を平方領領家、南側を上野本郷や平方領領家の飛地、西側を西貝塚、北側を平方と接する。地区の北西端の低地を中堀川（上尾中堀川）が流れる。
地区内は北部の上尾川越線沿線付近（道路の南北50 mが市街化区域）を除き市街化調整区域で農地が多く残り、屋敷森のある農家も数多く所在する。1880年代は農地の割合が62.2 %（田17.2 %、畑45.0 %）、宅地が5.6 %で、山林の割合が平方地区では最広の27.2 %であった。
地内の秀明英光高等学校周辺に天沼遺跡（県遺跡番号：14-210）などがあり、石器・土器片などの遺物や土壙および住居跡などの遺構が発掘されている。

### 地価
住宅地の地価は、2018年（平成30年）の公示地価によれば、大字上野字三塚83-16の地点で8万1000円/m2となっている。

## 歴史
もとは江戸期より存在した武蔵国足立郡大谷領に属する上野村であった。村高は正保年間の『武蔵田園簿』では305石余（田129石余、畑175石余）、『元禄郷帳』によると274石余、『天保郷帳』によると258石余であった。化政期の戸数は30軒で、村の規模は東西12町、南北20町余であった。地名は段丘面（台地）上の原野を意味するものと云われている。
1875年（明治8年）の農業産物高は武蔵国郡村誌によると米77.2石、大麦214.8石、小麦17.5石であった。
- はじめは幕府領、1625年（寛永2年）[注釈 2]より岩槻藩領[6]。なお検地は1694年（元禄7年）に実施。
- 1681年（天和元年）より再び幕府領（代官支配地）となる[6][9]。
- 幕末の時点では足立郡上野村であった。明治初年の『旧高旧領取調帳』の記載によると、代官大竹左馬太郎支配所が管轄する幕府領であった[6][13][14]。
- 1868年（慶応4年）6月19日 - 旧幕府領が武蔵知県事・山田政則（忍藩士）の管轄となる。
- 1869年（明治2年）
  - 1月13日 - 武蔵知県事・宮原忠英の管轄区域に大宮県を設置、同県の管轄となる。県庁は東京府馬喰町に置かれる。
  - 9月29日 - 県庁が浦和に置かれ浦和県に改称。
- 1871年（明治4年）
  - 11月13日 - 第1次府県統合により埼玉県の管轄となる。
  - 月日不明 - 大日堂（清真寺持）が廃堂となる[15]。
- 1872年（明治5年）3月 - 大区小区制施行により第19区に属す[16][17]。
- 1879年（明治12年）3月17日 - 郡区町村編制法により成立した北足立郡に属す。郡役所は浦和宿に設置。
- 1884年（明治17年）7月14日 - 連合戸長役場制により成立した平方村連合に属す。連合戸長役場は平方村に設置[18]。
- 1885年（明治18年） - 上尾と川越を結ぶ道路を改良して県道（現在の埼玉県道51号川越上尾線）として開通する[19]。
- 1889年（明治22年）4月1日 - 町村制施行に伴い、上野村を含む区域をもって平方村が成立。平方村大字上野となる[20]。
- 1928年（昭和3年）11月1日 - 平方村の町制施行により、平方町の大字となる[21]。
- 1955年（昭和30年）11月1日 - 町村合併促進法の施行に伴い、平方町が上尾町・原市町・大石村・大谷村・上平村と合併により新たな上尾町となり、上尾町の大字となる[21]。
- 1958年（昭和33年）7月15日 - 上尾町が市制施行され[21]、上尾市の大字となる。
- 1967年（昭和42年） - 地内の1055番地の3の場所に「つつじが丘幼稚園」が認可される[22]。
- 1979年（昭和54年）3月31日 - 地内の「万治二年銘庚申塔」が市の有形民俗文化財に指定される[23]。
- 1981年（昭和56年）4月 - 地内に秀明上尾高等学校（現秀明英光高等学校）が開校する[24]。
- 1997年（平成9年）4月 - 地内を通る県道川越上尾線にバイパスが建設され開通する[25]。旧道は市道に格下げ。
- 2004年（平成16年） - 地区西部を流れる上尾中堀川の護岸改修工事を行なう[26]。

### 存在していた小字
- 三塚[9][27]
- 石井戸
- 野久保[注釈 3]
- 東中[注釈 4]
- 西中[注釈 5]
- 富士[注釈 6]
- 本村前
- 新道
- 西脇[注釈 7]
- 本村[注釈 8]
- 天沼
- 久保

## 世帯数と人口
2019年（平成31年）1月1日現在（上尾市発表）の世帯数と人口は以下の通りである
| 大字 | 世帯数    | 人口    |
| ---- | --------- | ------- |
| 上野 | 1,122世帯 | 2,373人 |

## 小・中学校の学区
市立小・中学校に通う場合、学区（校区）は以下の通りとなる。
| 大字 | 番地 | 小学校             | 中学校             |
| ---- | ---- | ------------------ | ------------------ |
| 上野 | 全域 | 上尾市立平方小学校 | 上尾市立太平中学校 |

## 事業所
2021年（令和3年）現在の経済センサス調査による事業所数と従業員数は以下の通りである。
| 大字 | 事業所数 | 従業員数 |
| ---- | -------- | -------- |
| 上野 | 97事業所 | 1,429人  |

## 交通
地区内に鉄道は敷設されていない。最寄り駅はJR東日本高崎線上尾駅であるが、大字上野字三塚83-16の地点よりおよそ4.5 km離れている。地域によっては川越線指扇駅が近い場合もある。何れも徒歩圏ではない。

### 道路
- 埼玉県道51号川越上尾線 - 旧県道17号川越上尾線（1960年9月1日より[31]）
- 埼玉県道57号さいたま鴻巣線 - 旧県道66号井戸木中野林浦和線（1960年9月1日より）
- 埼玉県道216号上野さいたま線 - 旧県道153号大宮平方線（1960年9月1日より）

### バス
平方地区はバス路線の要衝で、上尾駅西口のほか、大宮駅西口や川越駅東口や指扇駅北口方面への路線バスが多数運行されている。
東武バスウエスト上尾営業所
地区内は「平方上野」、「リハビリセンター入口」、「本村」、「貝塚」バス停留所が設置されている。
上尾市コミュニティバス「ぐるっとくん」
- 平方小敷谷循環

地区内は「三塚公園」、「平方上野」、「上野北」、「上野東」、「平方スポーツ広場南」バス停留所が設置されている。

## 町内会
- 上野自治会[34]

## 施設
上野村の頃は神社は神明社のほか、天王社や複数の稲荷社（1873年（明治6年）に神明社に合祀）が鎮座していたが、地内に神社は存在しない。旧平方村で村内にある神社の合祀が1908年（明治41年）5月に行われたためである。合祀先は平方の氷川神社で、1909年（明治42年）9月25日に合祀祭が挙行され、橘神社に改称された。寺院では薬師堂や大日堂が設立されていた。地内の上野317-1の場所に「万治二年銘庚申塔」（市指定有形民俗文化財）がある。
- 秀明英光高等学校 - 指定緊急避難場所（地震）に指定[38]
- 上尾警察署平方交番
- つつじが丘認定こども園 - 旧つつじが丘幼稚園
- ころぽっくる第二保育園[39]
- NTT東日本新平方ビル
- 特別養護老人ホーム あけぼの
- 上野集落センター
- 平方スポーツ広場（一部） - 所在地は平方だが、敷地の約半分が上野に掛かる。
- 富士塚[40] - 削平され消滅。特別養護老人ホーム あけぼのの南東側の道路沿いにあった。
- 三塚公園 - 街区公園